# پرچم دورافتاده
«پرچم دورافتاده» (فرانسوی: Seconde patrie‎) یک کتاب از ژول ورن است که توسط پیر-ژول اتزل در سال ۱۹۰۰ منتشر شد. این داستان در مورد دنباله داستان خانواده سوئیسی رابینسون اثر یوهان داوید ویس می‌باشد.